# Beady Eye
I Beady Eye sono stati un gruppo musicale rock britannico attivo dal 2009 al 2014.
Fondato da Liam Gallagher, Gem Archer, Andy Bell e Chris Sharrock dopo lo scioglimento degli Oasis, avvenuto il 28 agosto 2009 a seguito all'abbandono del chitarrista e principale compositore Noel Gallagher, il gruppo ingaggiò poi Jeff Wootton al basso e si avvalse della collaborazione alla tastiera di Matt Jones. Nel 2012 Jay Mehler, ex chitarrista turnista dei Kasabian, entrò a far parte della band come bassista al posto di Wootton.
Il gruppo ha pubblicato due album, Different Gear, Still Speeding (2011), disco d'oro nel Regno Unito, e BE (2013), entrato direttamente al secondo posto nella classifica britannica degli album. Nell'ottobre 2014 Liam Gallagher ha annunciato su Twitter la fine delle attività della band.

## Storia del gruppo

### Gli inizi e i primi singoli (2009-2010)
La band è nata dopo la fine degli Oasis a seguito dell'allontanamento di Noel Gallagher, che lasciò il gruppo la sera del 28 agosto 2009, pochi minuti prima di salire sul palco del Rock en Seine di Parigi, a tre concerti dalla fine del tour degli Oasis. I restanti componenti del gruppo decisero quella sera stessa, secondo quanto rivelato dai protagonisti, di continuare a fare musica insieme. "Non abbiamo mai avuto il minimo dubbio sull'idea di proseguire", ha più volte affermato Liam Gallagher.
Il gruppo ha cominciato a scrivere e incidere nel 2009. Il 25 maggio 2010 ha reso noto il suo nuovo nome tramite un comunicato sul proprio sito ufficiale, allegando una foto del gruppo in studio con il produttore Steve Lillywhite. Secondo quanto affermato da Gem Archer, il nome deriva dall'espressione inglese "beady eyes", "occhi vispi".
Il 10 novembre 2010 il gruppo ha pubblicato il primo singolo, Bring the Light, in download gratuito dal sito ufficiale e il 22 novembre 2010 in vinile con la b-side Sons of the Stage, cover del brano dei World of Twist. Il brano, un pezzo rock and roll alla Jerry Lee Lewis con influenze boogie woogie, ha diviso fan e critica. Il 6 dicembre 2010 i Beady Eye hanno annunciato tramite il loro sito ufficiale l'uscita dell'album per il mese di febbraio del 2011. Il 26 dicembre 2010 è uscito il video del singolo Four Letter Word, uscito il 17 gennaio 2011. Il 7 gennaio 2011 è stato reso disponibile online il brano The Roller, che il 21 febbraio è stato pubblicato come primo singolo ufficiale.
Il primo tour europeo è partito nel marzo del 2011 dalla Scozia e ha toccato Inghilterra, Italia, Francia, Germania, Spagna, Paesi Bassi e Belgio. Durante il tour il gruppo è stato supportato alle tastiere da Matt Jones e al basso da Jeff Wootton.

### Different Gear, Still Speeding(2010-2012)

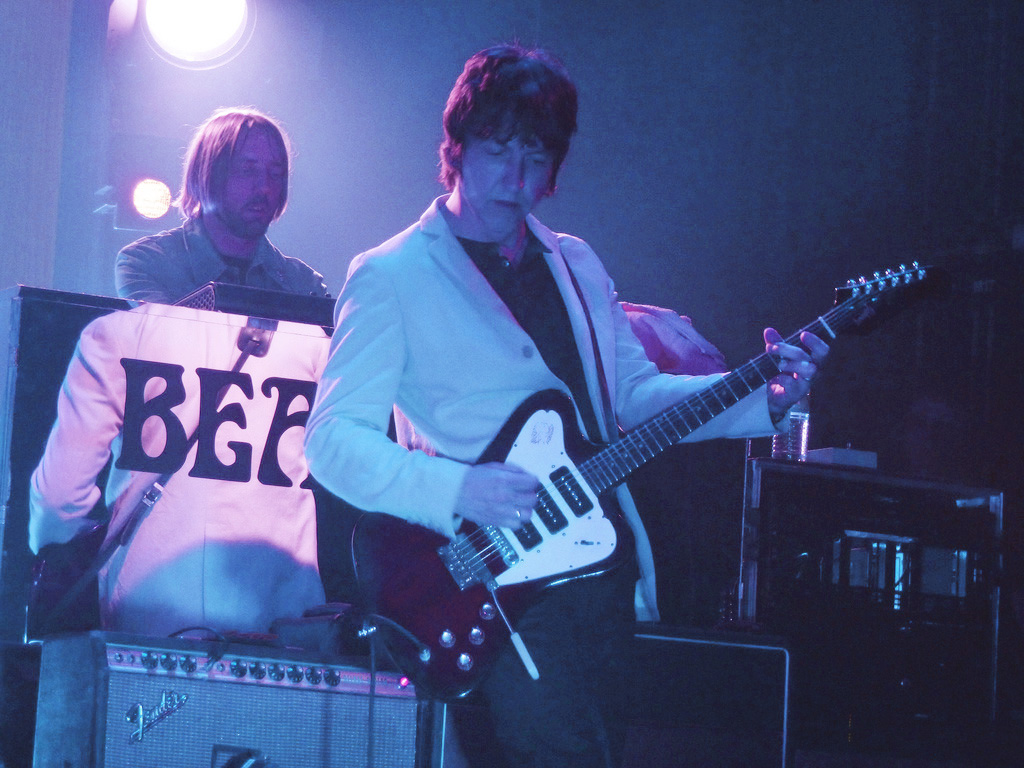
Gem Archer in concerto con i Beady Eye nel 2011

Nel febbraio 2011 i Beady Eye sono stati nominati agli NME Awards nella categoria Best New Band. L'11 febbraio il gruppo ha registrato una speciale sessione live agli Abbey Road Studios di Londra, trasmessa da Channel 4 alla fine del mese. Il 28 febbraio è stato pubblicato l'album di debutto Different Gear, Still Speeding, che ha esordito al 3º posto nella classifica inglese degli album più venduti.
Da marzo a dicembre 2011 il loro tour ha toccato varie località europee, asiatiche, sudamericane e nordamericane. Il 3 marzo i Beady Eye hanno inaugurato il proprio tour esibendosi al Barrowland di Glasgow.
Il 2 aprile 2011 il gruppo ha registrato ai RAK Studios una cover del brano Across the Universe dei Beatles, pubblicata come singolo il 4 aprile con i proventi devoluti in beneficenza alla British Red Cross Japan Tsunami Appeal e destinati ai terremotati giapponesi. Il 3 aprile la band è salita sul palco della Royal Albert Hall di Londra per il Japan Benefit Gig e ha eseguito per la prima volta la cover dal vivo, oltre ad altri brani tratti dall'album di esordio. A causa della situazione di grave disagio determinata dal terremoto e dallo tsunami che hanno colpito il Giappone, il gruppo ha rinviato a settembre il proprio tour in terra nipponica e nel sud-est asiatico, inizialmente previsto per maggio.
Il secondo singolo ufficiale, Millionaire, è stato pubblicato il 2 maggio 2011.
Nel maggio 2011 Liam Gallagher, in un'intervista a FA.com, disse che il secondo album dei Beady Eye sarebbe uscito nel 2012, ma nei mesi successivi sostenne che il disco avrebbe visto la luce nel 2013. Il 15 luglio 2011 è stato pubblicato il terzo singolo estratto dall'album di debutto, The Beat Goes On con la b-side In the Bubble With a Bullet.
Insieme a Radiohead e Adele, i Beady Eye sono tra gli artisti che hanno fatto crescere del 40% le vendite dei dischi in vinile in Gran Bretagna. Il mercato del vinile da anni aveva perso colpi a causa dell'arrivo dei nuovi mezzi digitali, che hanno cambiato radicalmente il mondo del commercio musicale.
Nel febbraio 2012 Liam Gallagher ha rivelato che nel loro tour successivo i Beady Eye avrebbero suonato canzoni degli Oasis.
In seguito alla reunion degli Stone Roses, formazione ispiratrice dei fratelli Gallagher, i Beady Eye hanno annunciato due nuovi concerti, rispettivamente a Warrington, il 29 giugno e ad Heaton Park, il 30 giugno. Nella prima data hanno suonato per la prima volta due canzoni degli Oasis, Rock 'n' Roll Star e Morning Glory. Nella seconda data hanno aperto il concerto alla band di Ian Brown e in entrambe le occasioni hanno eseguito un nuovo pezzo, The World's Not Set in Stone. Nel corso dell'estate i Beady eye si sono esibiti al Jisan Valley Rock Festival, in Corea del Sud e al Summer Sonic Festival, tornando in Giappone dopo pochi mesi.
Il 12 agosto 2012, durante la cerimonia di chiusura dei XIV Giochi paralimpici estivi di Londra, i Beady Eye hanno eseguito un'altra canzone degli Oasis, la celeberrima Wonderwall, presentata con un arrangiamento di archi ideato per l'occasione da David Arnold.

### BEe lo scioglimento (2012-2014)

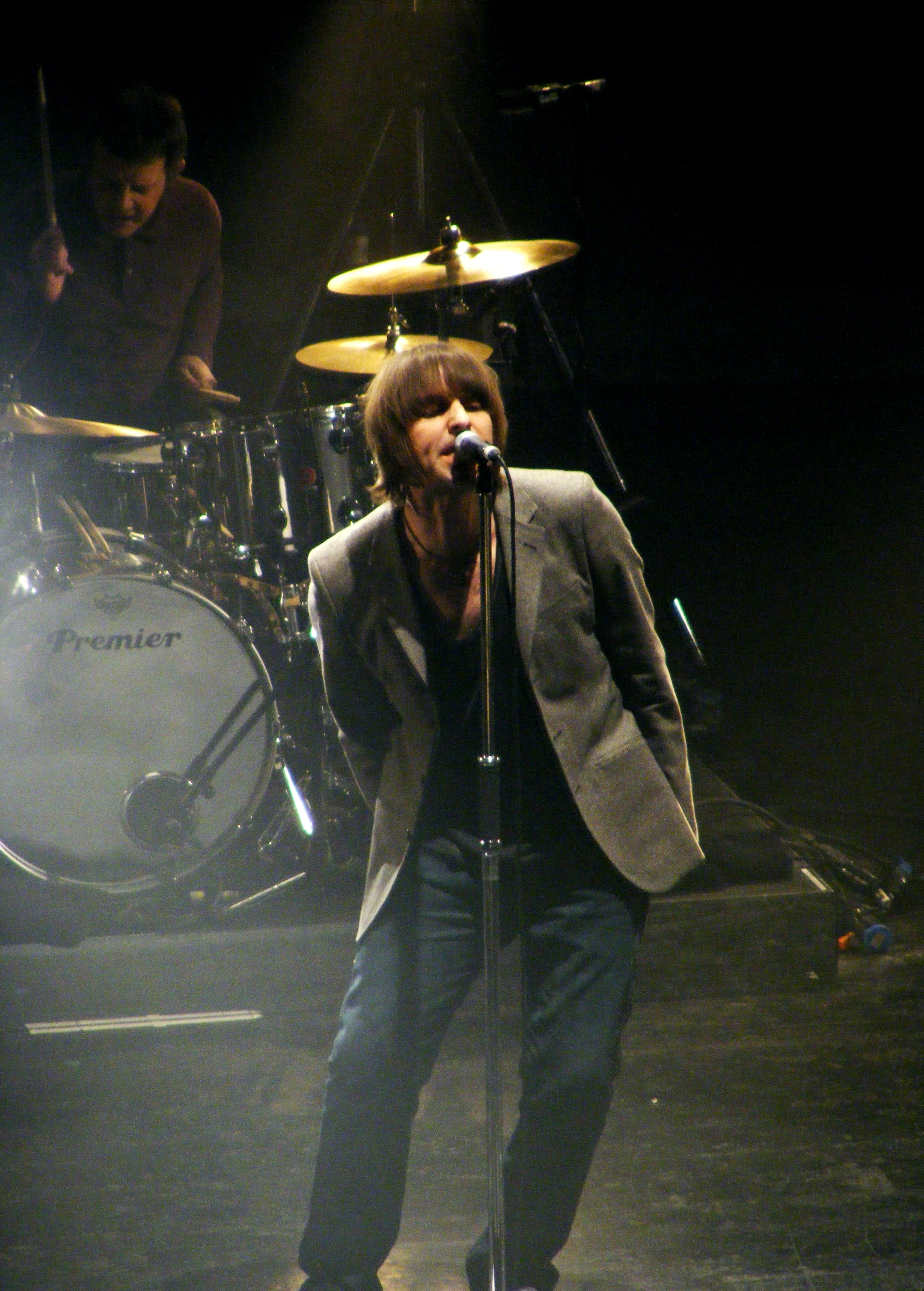
Liam Gallagher e Chris Sharrock all'Apollo Theatre di Manchester il 7 marzo 2011

Il 12 novembre 2012 i Beady Eye sono tornati in studio per registrare il loro secondo album, prodotto dal chitarrista dei TV on the Radio Dave Sitek, già produttore degli album dei Jane's Addiction e dei Yeah Yeah Yeahs. Secondo quanto dichiarato dai membri del gruppo ad alcune riviste musicali inglesi nei primi mesi del 2013, i Beady Eye cercavano un nuovo sound, meno ancorato alle sonorità che avevano caratterizzato il primo disco. Il bassista Jeff Wootton, che ha fatto parte delle registrazioni dell'album, ha deciso di intraprendere una carriera da solista lasciando il posto da turnista dei Beady Eye. Il gruppo lo ha rimpiazzato con lo statunitense Jay Mehler, già chitarrista dei Kasabian, che è diventato un membro ufficiale del gruppo, a differenza di Wootton.
Il 5 aprile 2013 la stazione radiofonica californiana KCRW ha trasmesso a sorpresa Flick of the Finger, nuovo brano del gruppo. Qualche giorno più tardi, il sito ufficiale dei Beady Eye ha comunicato la lista tracce e la data di uscita del nuovo lavoro in studio, dal titolo BE, acquistabile nei negozi di dischi dal 10 giugno 2013.
Il primo singolo ufficiale dall'album è Second Bite of the Apple, pubblicato il 29 aprile 2013 in download digitale e il 10 maggio anche in vinile.
Il 17 maggio 2013 il gruppo ha tenuto una sessione dal vivo negli studi della stazione radiofonica francese OUI FM, dove ha presentato versioni acustiche di Second Bite of the Apple e Start Anew, tracce del nuovo album. Versioni acustiche dei brani tratti da BE sono state presentate anche durante la sessione agli Abbey Road Studios del 3 giugno seguente, quando i Beady Eye hanno suonato anche una cover di Cry Baby Cry dei Beatles.
Il minitour britannico del gruppo è iniziato il 19 giugno 2013 al Ritz di Manchester ed è proseguito con una data a Londra, il 20 giugno al Camden Centre e a Glasgow, il 22 giugno all'ABC. Nel corso dell'estate il gruppo si è esibito in vari festival europei e ad agosto ha suonato al Summer Sonic Festival, in Giappone. A novembre è stata la volta di un altro tour britannico, completato con una data a Dublino.
Il 28 giugno 2013, giorno inaugurale del Festival di Glastonbury, i Beady Eye, inizialmente non previsti nel programma del festival, hanno accettato la proposta di salire sul palco alle 11 del mattino e hanno suonato per cinquanta minuti, dando così il via all'edizione 2013 del noto evento musicale.
Il 22 luglio 2013 è stato pubblicato il videoclip di Shine a Light, secondo singolo, che è uscito ufficialmente il 18 agosto come doppio lato A Shine a Light / The World's Not Set in Stone.
Da agosto ad ottobre 2013 la band è stata costretta a cancellare tutte le esibizioni e gli impegni promozionali a causa di due infortuni occorsi a Gem Archer. Il chitarrista è stato dapprima ricoverato in ospedale il 1º agosto dopo una caduta dalle scale con conseguente trauma cranico e poi, a settembre, si è rotto tibia e perone cadendo nel bagno della sua abitazione.
Il 18 ottobre 2013 i Beady Eye si sono esibiti in memoria di Jon Brookes, batterista dei Charlatans scomparso a 44 anni a causa di un tumore, in un evento benefico organizzato alla Royal Albert Hall di Londra. Il gruppo ha suonato per la prima volta Live Forever e Columbia, due classici degli Oasis, oltre a una cover di My Sweet Lord di George Harrison insieme ai Charlatans. Per l'occasione Gem Archer è stato rimpiazzato da Paul Arthurs, membro fondatore degli Oasis e amico del gruppo.
Il terzo singolo è un altro doppio lato A, Soul Love / Iz Rite ed esce il 25 novembre. Il video di Soul Love viene lanciato il 17 novembre.
Il tour britannico dei Beady Eye, con Archer di nuovo abile e arruolato, è partito il 7 novembre 2013 all'Olympia Theatre di Dublino e si è concluso il 21 novembre all'Hammersmith Apollo di Londra. Nella data di Manchester Paul Arthurs ha nuovamente sostituito Gem Archer durante Live Forever. In queste date il gruppo ha presentato una nuova cover, quella di Gimme Shelter dei Rolling Stones e oltre a Live Forever ha suonato anche un altro brano degli Oasis, Cigarettes & Alcohol.
Nel gennaio 2014 il gruppo si è esibito per la prima volta in Australia, al festival Big Day Out, dove ha sostituito i Blur, inizialmente previsti in scaletta.
Il tour europeo successivo ha preso il via il 10 febbraio 2014 a Lisbona. Dopo i concerti del 12 e del 13 febbraio a Madrid e a Barcellona, ha toccato l'Italia con due tappe, a Trezzo sull'Adda, in provincia di Milano e a Ciampino, in provincia di Roma. Il tour europeo di febbraio è poi proseguito in Svizzera, Lussemburgo, Germania, Belgio, Paesi Bassi e Francia. Il 25 e il 26 marzo il gruppo ha tenuto i suoi due ultimi concerti, a Osaka e a Yokohama, in Giappone.
Il 25 ottobre 2014, dopo alcuni mesi di silenzio che avevano suscitato nei fan interrogativi sul futuro del complesso, il frontman Liam Gallagher ha annunciato sul suo profilo Twitter lo scioglimento della formazione, ringraziando i fan per il sostegno. Poco dopo anche Andy Bell ha ringraziato i fan.

## Collaborazioni
I Beady Eye contano una collaborazione calcistica: nel luglio 2011 hanno eseguito una cover di Blue Moon, nota per essere intonata dai tifosi del Manchester City, per la presentazione della nuova maglia della squadra.

## Formazione
- Liam Gallagher - voce, tamburello (2009-2014)
- Gem Archer - chitarra, tastiere, percussioni, cori (2009-2014)
- Andy Bell - chitarra, basso, tastiere, cori (2009-2014)
- Chris Sharrock - batteria, percussioni (2009-2014)
- Jay Mehler - basso (2013-2014)

Turnisti
- Matt Jones - tastiera, pianoforte (2010-2014)
- Jeff Wootton - basso (2011-2013)
- Jay Sharrock - batteria (2013)
- Paul Arthurs - chitarra (2013-2014)

## Discografia

### Album in studio
- 2011 - Different Gear, Still Speeding
- 2013 - BE